# سوشت
سوشت (به فرانسوی: Soucht) یک کمون در فرانسه است که در Canton of Rohrbach-lès-Bitche واقع شده‌است.

## خصوصیات
سوشت ۱۰٫۷۵ کیلومترمربع مساحت و ۱٬۱۸۸ نفر جمعیت دارد و ۳۵۱ متر بالاتر از سطح دریا واقع شده‌است.